# Dietzenrode-Vatterode
Dietzenrode-Vatterode település Németországban, azon belül Türingiában. Lakosainak száma 121 fő (2023. december 31.).

## Népesség
A település népességének változása:
| Lakosok száma | 130  | 129  | 130  | 127  | 122  | 121  |
|               | 2014 | 2017 | 2019 | 2021 | 2022 | 2023 |